# 欧州民主同盟
欧州民主同盟（おうしゅうみんしゅどうめい、英: European Democrat Union、EDU）は、欧州人民党（EPP）、欧州保守改革同盟と並ぶ、国際民主同盟の3つのヨーロッパ支部の内の1つで、かつて活動していた。
2002年に活動をやめて欧州人民党（EPP）に吸収された。
従来、欧州人民党がキリスト教民主系のヨーロッパ組織であるのに対し、欧州保守改革同盟がイギリス保守党、ポーランド法と正義、チェコ市民民主党など非キリスト教民主系の保守政党のヨーロッパ組織であり、EDUは、その両者をつなぐ位置付けだったが、EDUメンバー政党の大半がEPPと重複していたことから、独自の活動をやめてEPPに吸収されることとなった。
対応する欧州議会の政治会派としては、ほぼ現在の欧州人民党グループや欧州保守改革グループに対応している。